# Rediviva emdeorum
Rediviva emdeorum là một loài ong trong họ Melittidae. Loài này được Vogel & Michener miêu tả khoa học đầu tiên năm 1985.